# Gracias...Totales!!! Tributo Bizarro a Soda Stereo
Gracias...Totales!!! Tributo Bizarro a Soda Stereo es un álbum homenaje a la banda de rock argentina Soda Stereo editado en 1999 por el sello independiente Dulce Limón, en el que participaron bandas del circuito under de Argentina, Colombia y Chile.
Con el dinero recaudado con la venta del CD se compraron alimentos y ropa que fueron donados a la escuela de frontera 401 km 13 Ruta 19 de Wanda, en la provincia de Misiones, Argentina.
Este álbum contó con el apoyo de los miembros de Soda Stereo y fue elogiado en varias oportunidades por el propio Gustavo Cerati, quien dijo en una entrevista realizada por 10Musica: "Realmente, hasta ahora, lo único que me ha gustado de lo que se hizo con Soda Stereo es el Tributo Bizarro. Fue lo mejor que se hizo. Incluso, diez veces mejor al disco homenaje que hicieron en México. El Tributo Bizarro fue algo hecho con ganas y desde el corazón".
Un dato poco conocido es la participación de a legendaria banda de Thrash Metal bogotana Darkness bajo el seudónimo de "La Triada" en el tema Ella uso mi cabeza como un revólver el cual se incluiría más adelante en su álbum recopilatorio de 2001 - Yerba Mala, Nunca Muere.
En 2018 el disco se reedita en formato digital y cuenta con una poderosa versión de “Hombre al agua” a cargo del grupo argentino Juguetes en el Vip.

## Lista de canciones
1. "Primavera 0" por La Nueva Ley.
2. "Sueles dejarme solo" por Ave Murta.
3. "Nuesta fe" por Ultrageno.
4. "En camino" por Pichi.
5. "En remolinos" por DJ Batti.
6. "No existes" por Timmy O'Toole.
7. "Imágenes retro" por Crisalida.
8. "En el séptimo día" por Sinergia.
9. "Juegos de seducción"por Hustler.
10. "La ciudad de la furia" por Fuerza Interna.
11. "Te para tres" por Acuadelica.
12. "Zona de promesas" por Turbomente.
13. "Un misil en mi placard" por Asesino Serial Hawaiano.
14. "Ella uso mi cabeza como un revólver" por La Triada.
15. "Signos" por Mestizos & Extras.
16. "Corazón delator" por Ojota Criminal.
17. "Mi novia tiene bíceps" por Andiscos.
18. "Fue" por Soma.
19. "Profugos" por Era-D.
20. "Luna roja" por Sleaze.
21. "Hombre al agua" por Juguetes en el Vip.
22. "Sueles dejarme solo" por Plein.

## Personal
- Boioboi: Compositor
- Héctor Bosio: Compositor
- Gustavo Cerati: Compositor
- Daniel Melero: Compositor
- Brad Laner: Mastering